# 小松帶刀
小松清廉（日语：／ Komatsu Kiyokado，1835年12月3日—1870年8月16日），以小松帶刀（日语：／ Komatsu Tatewaki，1835年12月3日—1870年8月16日）之名而為人所知。薩摩藩士、明治時代初期的政治家，維新十傑之一。

## 姓名
本名肝付兼戈，後成為小松清猷的養子，改姓小松。通稱為尚五郎、帶刀。24歲時，改名清廉，以小松帶刀之名為人熟知。號觀瀾、香雪齋。
本姓平氏，家系為禰寢氏嫡流的小松氏當家。明治時追贈官位從四位玄蕃頭。家紋為抱鬼菊之葉。

## 經歷・人物

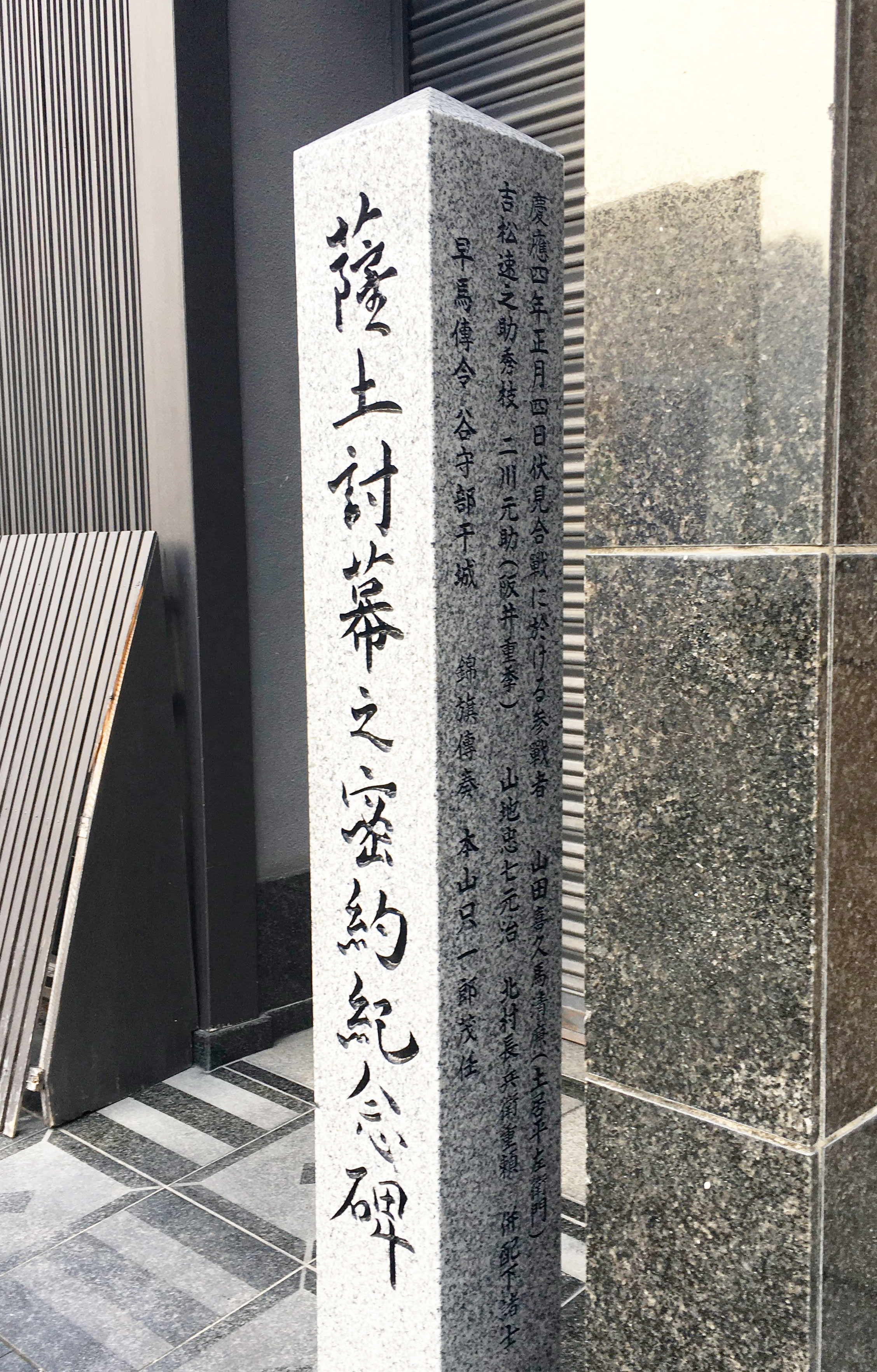
萨摩藩与土佐藩为推翻幕府而达成的秘密军事协议“萨摩土佐条约”纪念碑。（坐落于日本京都祗园）

天保6年10月14日（1835年），作為薩摩藩鹿兒島城喜入領主・肝付兼善的三男誕生。安政3年（1856年），成為吉利領主・小松清猷的養子，繼承家督後與宮之原主計的養女、清猷的妹妹・千賀結婚。安政5年（1858年），改名為帶刀清廉。
在長崎研究西洋水雷之後的文久元年（1861年），受到島津久光的賞識而與大久保利通一起改革藩政。文久2年（1862年）和久光一起上洛，回國後成為家老。薩英戰爭時，努力在鹿兒島灣設置自己研究的水雷。戰後，駐紮京都擔任與朝廷、幕府及諸藩連絡、交渉的官員，另一方面兼任御軍役掛、御勝手掛、蒸汽船掛、御改革御内用掛、琉球産物方掛、唐物取締掛等職。禁門之變時，對於幕府的出兵命令，在當初保持著相當消極的態度、在朝廷勅命之下，率領薩摩藩兵出戰並且對於幕府的勝利有很大的貢獻。在第一次長州征討時，也盡力讓長州藩謝罪和降伏。
之後受到在京中的土佐藩脱藩浪士坂本龍馬的請託、幫忙設立龜山社中（之後的海援隊）並且照顧龍馬之妻楢崎龍。傳說薩長同盟所定立的密約和桂小五郎滯留在京都的暫時住所都是在清廉的住屋中。透過長州的井上馨和伊藤博文而在長崎的薩摩藩邸與英國商人Thomas Blake Glover有所往來、之後與井上一起前往鹿兒島交涉薩長同盟的事項。
慶應3年的薩土盟約和四侯会議，他都擔任與諸藩交涉的工作。另外在討幕密勅的請求書上，也有他和西鄉隆盛、大久保利通的簽名。大政奉還時，作為薩摩藩代表獻策，讓德川慶喜辭去將軍一職，回到薩摩後，與西鄉、大久保一起向藩主島津忠義主張率兵上洛並且被命令一起隨行，但後來因病而取消。
明治維新後，參與新政府的政事並且擔任總裁局顧問、外國官副知事、玄蕃頭等要職。就在法國主張如果新政府不清償江戶幕府的借款就不蓋橫須賀造船所時，清廉和大隈重信向英國借貸來還錢，才得以擺脫這個困境。另外他也與Thomas Blake Glover和五代友厚一起建設日本第一個配備西洋式船塢的小菅修船場。明治2年（1869年），因病辭職，版籍奉還時，率先返還自己的領地。
明治3年（1870年），以三十六歲的英年病逝大阪，晚年由妾於琴照顧。墓地在鹿兒島縣日置市日吉支所（舊日吉町役場）南邊一公里的彌寢家・小松家兩家的歷代墓所。由於小松帶刀來不及目睹薩摩和日本的發展就辭世，所以被世人稱為「虛幻的宰相」。

## 餘話
- 本人是名愛妻家，新婚時的安政3年，在那時仍屬罕見的蜜月旅行中，有曾到過霧島的榮之尾温泉（日语：栄之尾温泉）並且在那邊滯留的記錄。千賀的父親也跟著他們同行，但當時因為沒有蜜月旅行的習慣，所以沒有留傳下去。順便一提，日本第一個蜜月旅行被認為是龍馬在寺田屋事件之後的慶應2年（1866年）和阿龍一起旅行才出現，但實際上帶刀早在十年前就已經帶妻子進行蜜月旅行。

- 有著寬厚、辯才無礙、做事明快的性格，同時人望也很高，在新政府中的未來被人所看好。

- 於琴在帶刀死後，將長男安千代託付給住在鹿兒島的千賀，自己則與女兒壽美一起住在與帶刀有所深交的五代友厚的家裡。

- 在鹿兒島縣南薩摩市有製造以帶刀之名將芋頭燒酒命名為吹上焼酒的酒。

- 在坂本龍馬的新政府人事構想中，希望能夠透過西鄉、大久保、桂等人而由他們推舉帶刀為領導。

## 登場作品
影視劇
- 維新之曲（日语：維新の曲）（1942年、大映、演：葉山富之輔）
- 巨人 大隈重信（1963年、大映、演：片山明彦）
- 龍馬來了（1968年、NHK大河劇、演：服部哲治）
- 天皇的世紀（日语：天皇の世紀#第一部（テレビドラマ））（1971年、ABC、演：井關一）
- 勝海舟（日语：勝海舟 (NHK大河ドラマ)）（1974年、NHK大河劇、演：木崎晩正）
- 龍馬來了（日语：竜馬がゆく#1982年版）（1982年、TX、演：堀內正美）
- 田原坂（日语：田原坂 (テレビドラマ)）（1987年、NTV、演：山本紀彦）
- 宛如飛翔（1990年、NHK大河劇、演：大橋吾郎）
- 龍馬來了（日语：竜馬がゆく#1997年版）（1997年、TBS、演：金田拓三）
- 德川慶喜（1998年、NHK大河劇、演：安藤一夫）
- 龍馬來了（日语：竜馬がゆく#2004年版）（2004年、TX、演：樋口浩二）
- 篤姬（2008年、NHK大河劇、演：瑛太）
- 弁天通りの人々（2009年、Argo Pictures、演：井並テン）
- 龍馬傳（2010年、NHK大河劇、演：瀧藤賢一）
- 西鄉殿（2018年、NHK大河劇、演：町田啟太）